# Јасберењ
Јасберењ (мађ. Jászberény) град је у Мађарској. Јасберењ је други по величини град у оквиру жупаније Јас-Нађкун-Солнок.
Град има 27.218 становника према подацима из 2008. године.

## Географија
Град Јасберењ се налази у северном делу Мађарске. Од престонице Будимпеште град је удаљен 70 километара источно. Град се налази у северном делу Панонске низије.
- Градска кућа
- Манастир у граду

## Становништво
По процени из 2017. у граду је живело 26.360 становника.
| 1990.  | 2001.  | 2011.  | 2017.  |
| ------ | ------ | ------ | ------ |
| 29.461 | 28.203 | 27.087 | 26.360 |

На месном римокатоличком гробљу у Јасберењу постоје стари појединачни православни споменици. Споменици су припадали махом покојницима Грко-Цинцарима (10), док су епитафи исписани на мађарском језику.

## Партнерски градови
- Фехта
- Јазд
- Конселве
- Суха Бескидска
- Топољчани
- Сидејлија